# Miftah al-Osta Omar
Mifta al-Osta Omar (arabe : مفتاح الاسطى عمر), né en 1935 et mort le 22 mars 2010, est un homme d'État libyen. Il est secrétaire général du Congrès général du peuple, soit chef de l'État, de la Jamahiriya arabe libyenne, du 15 février 1984 au 7 octobre 1990, même si Mouammar Kadhafi continue dans les faits d’exercer le pouvoir en qualité de « Guide de la Révolution ».

## Biographie
Né à Darna en 1935. Né à Benghazi.
Il est diplômé de la faculté de médecine de l'Université Ain Shams au Caire en 1961. Il a travaillé comme médecin à l'hôpital Massa d'Al-Bayda et, en 1963, est devenu directeur général de l'hôpital.